# Malinois (chien)
Pour les articles homonymes, voir Malinois.
Le malinois est l'une des quatre races de chiens de berger belges. C'est le plus rustique et le plus utilisé des chiens de berger belges dans les disciplines comprenant du mordant. Il doit son nom à la ville de Malines.

## Morphologie
Physiquement, le malinois est un lupoïde de taille moyenne, de construction médioligne, qui allie la puissance de son ossature et de sa musculature sèche à l'élégance générale de ses lignes et à la souplesse de ses allures.
C'est un chien vif ayant de grandes facultés d'apprentissage : si elles sont sollicitées régulièrement, il peut devenir très obéissant.
Chien au poil moyen de couleur fauve charbonné, c'est un chien rustique, qui nécessite peu d'entretien.
La mesure moyenne normale pour un chien de berger belge mâle est de 62 cm au garrot.

## Comportement
Il réunit toutes les qualités requises pour être un chien de berger, de garde, de défense et de service. Son tempérament vif et alerte et son caractère assuré, sans aucune crainte ni agressivité, doivent être visibles[Quoi ?] dans l’attitude du corps et l’expression fière et attentive de ses yeux étincelants[Quoi ?]. Il peut tout à fait être considéré comme un chien familial[réf. nécessaire] ou encore de troupeau ou comme un chien en opération (militaire, policière, etc.), selon son éducation. C'est un chien aux multiples casquettes qui a de très grandes capacités d'apprentissage ce qui le rend plutôt malléable.

## Qualités
Le malinois brille dans la majorité des disciplines agréées par la Société centrale canine (agilité, obéissance, ring, règlement de concours international canin, pistage, décombres...).
Ces chiens sont aussi utilisés par les forces de l'ordre (police, gendarmerie) et les forces armées dans des brigades canines, pour leur endurance, leur rapidité et leur odorat (détection explosifs, substances illicites, insectes),. Par exemple, le chien policier qui a perdu la vie à l'assaut contre les terroristes du Bataclan, le 18 novembre 2015 à Saint Denis, était une chienne berger malinois nommée Diesel,.
Il fait partie des chiens les plus intelligents, étudiés par le psychologue animalier Stanley Coren.
Il fait partie des chiens de berger qui sautent le plus haut : il est capable de franchir un mur de 2,50 m sans difficulté[réf. souhaitée].

## Galerie

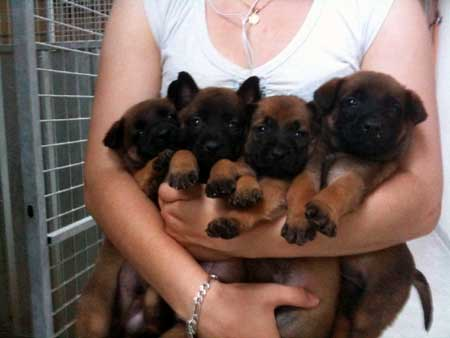
Chiots malinois.
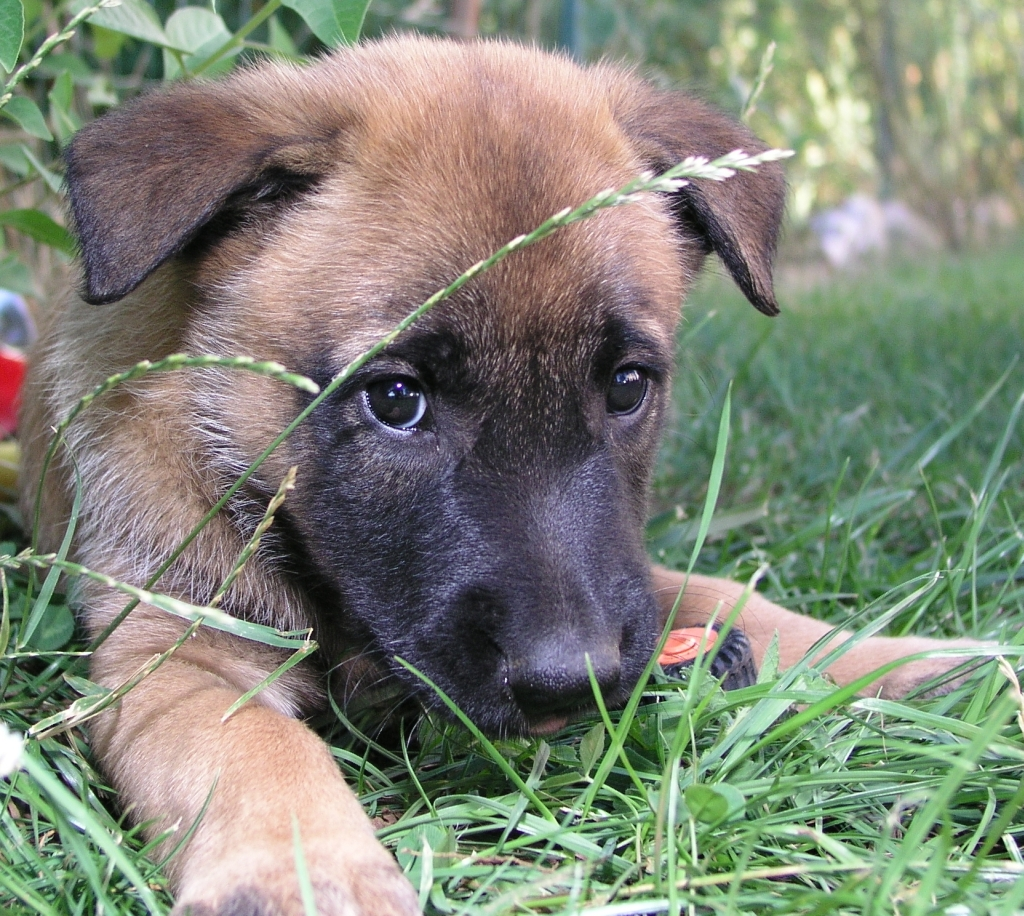
Chiot malinois en Croatie.
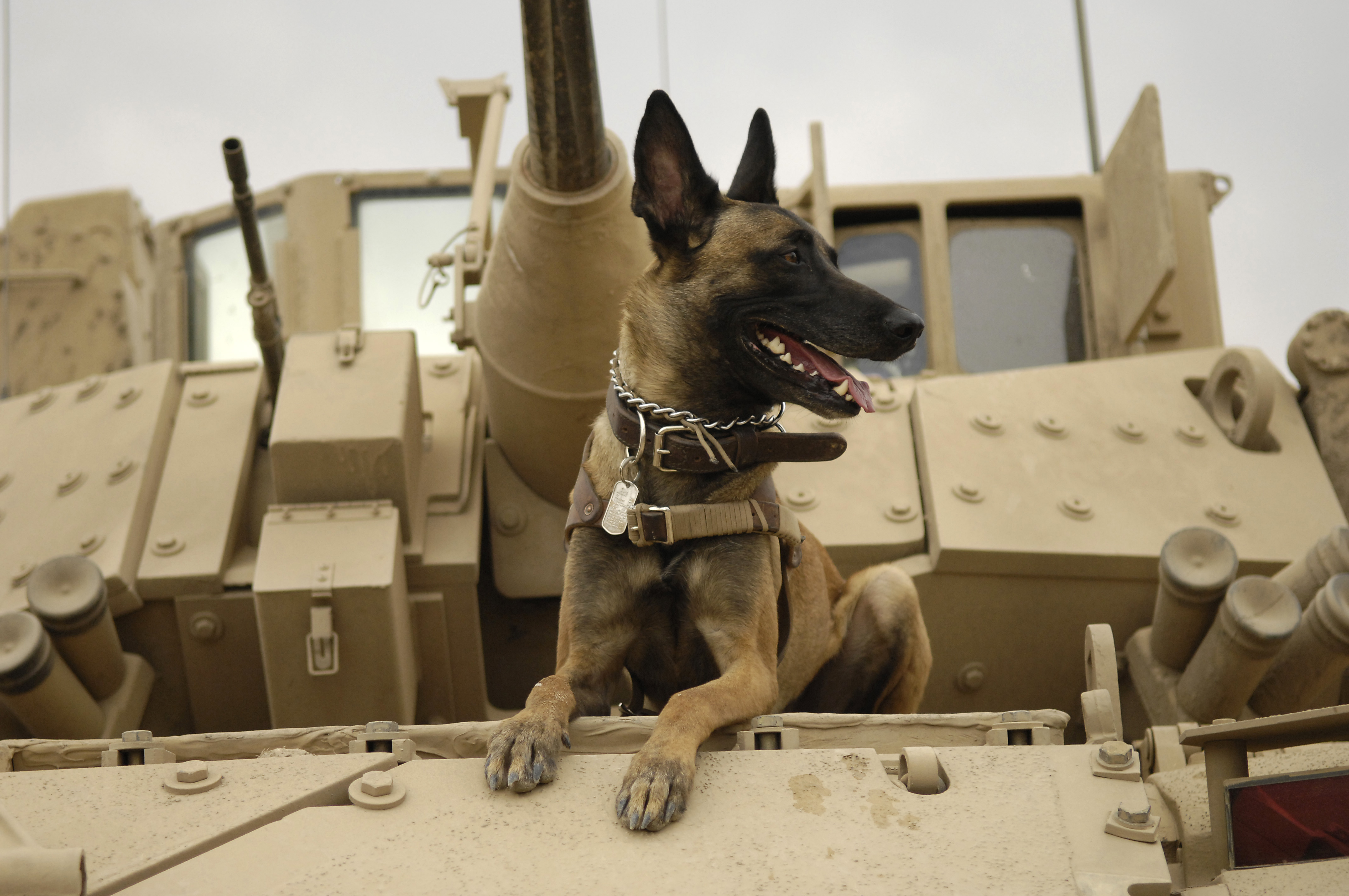
Un malinois de l'U.S. Air Force sur un M2 Bradley en Irak en 2007.
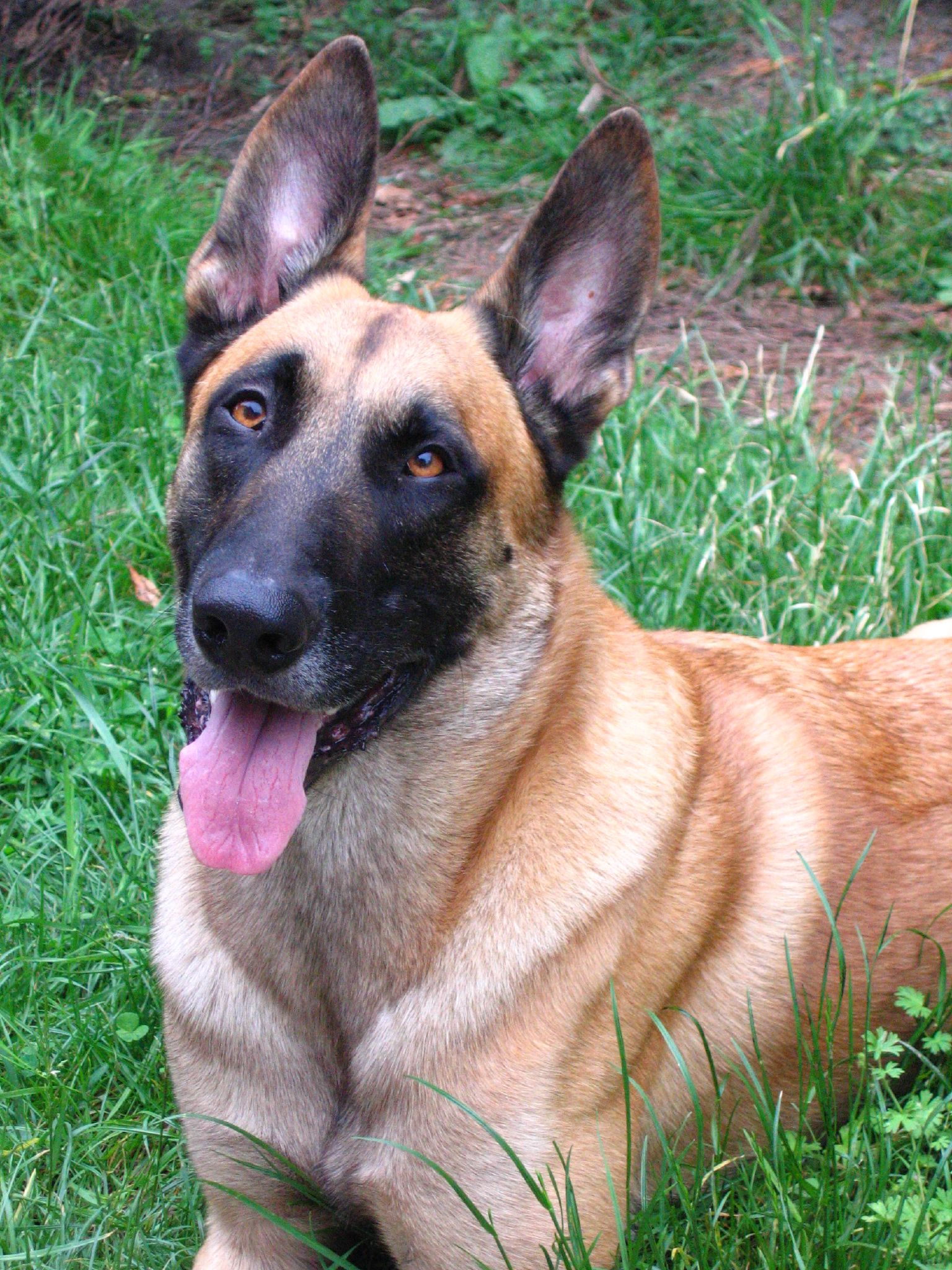
Malinois mâle.
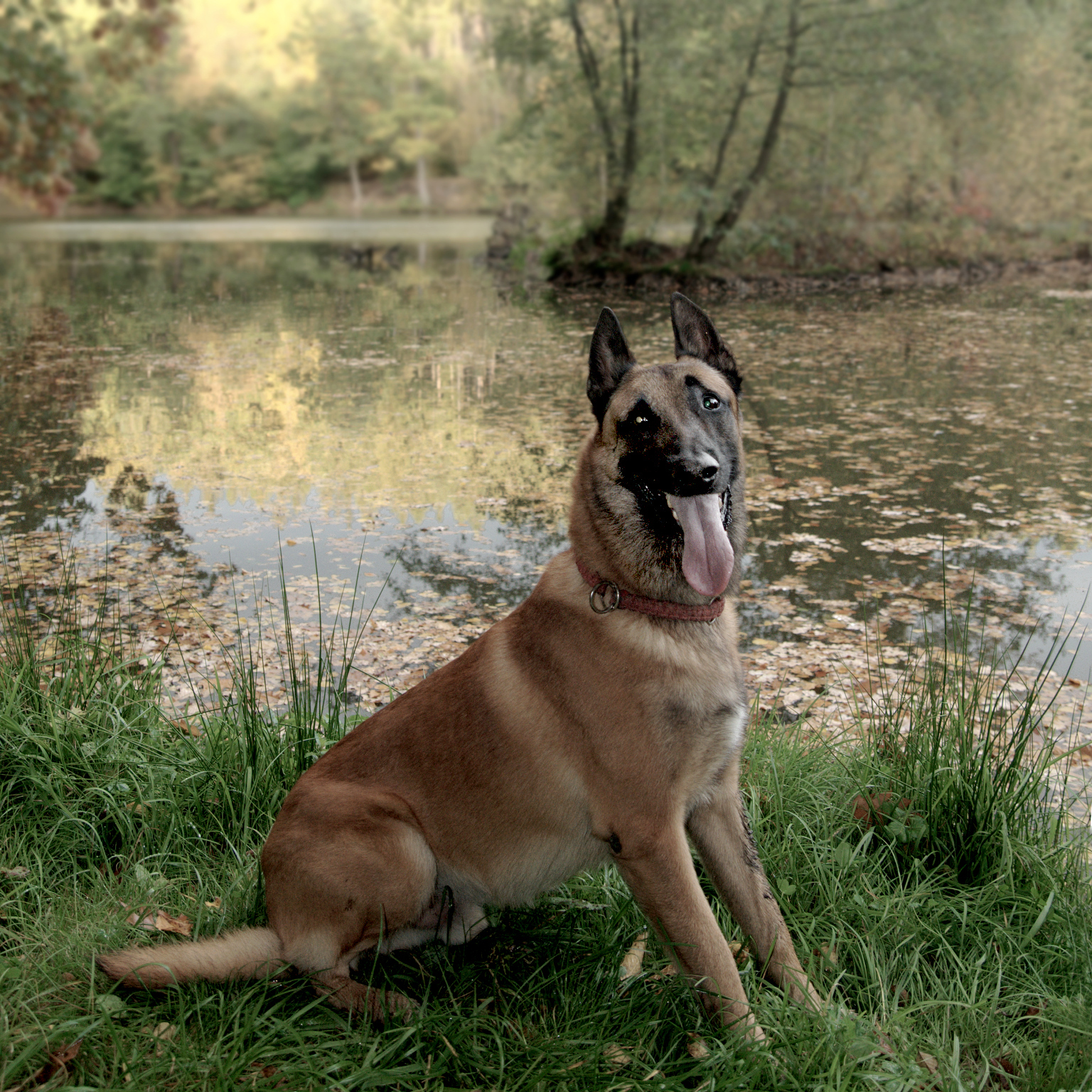
Malinois.
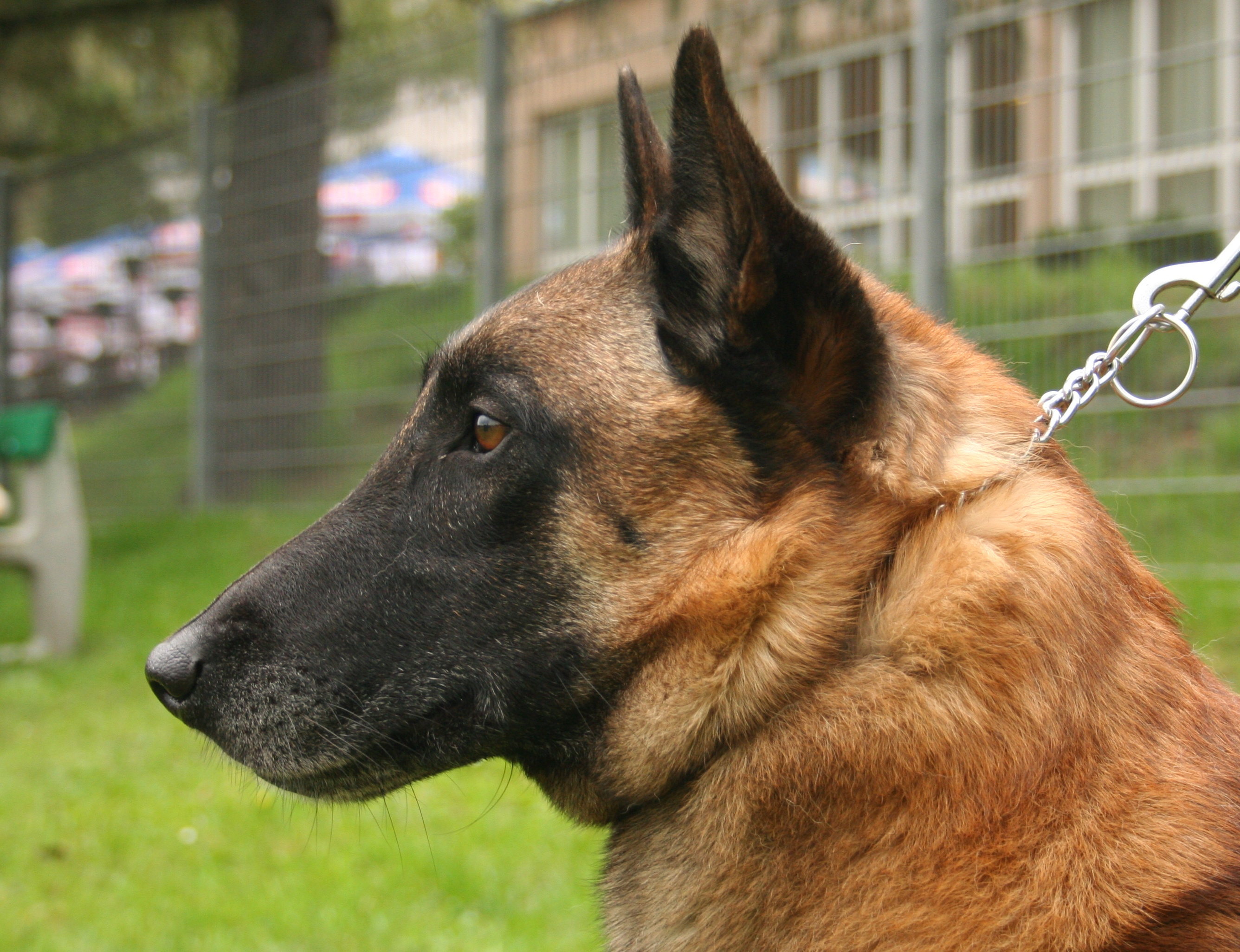
Profil de la tête.
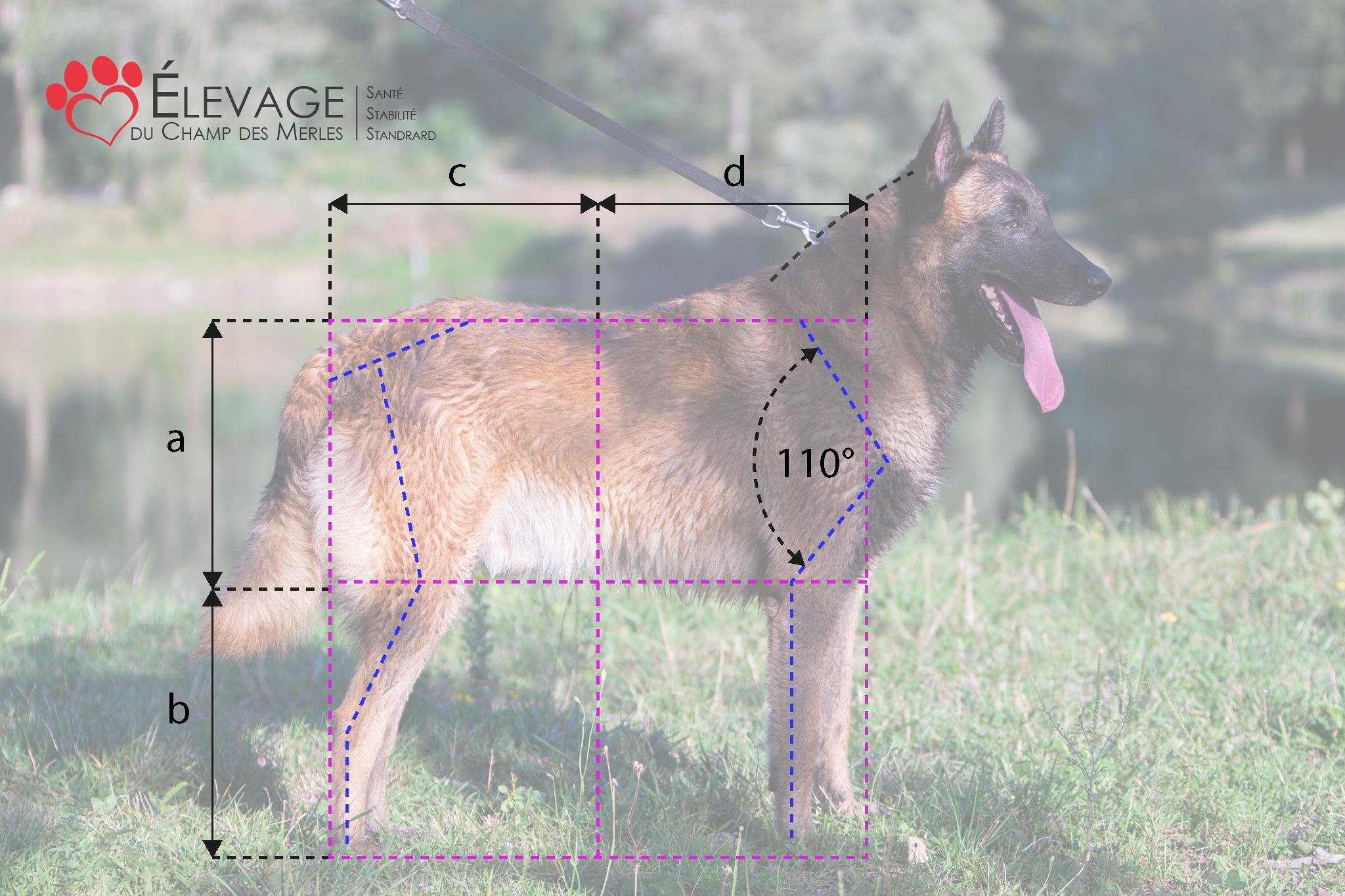
Angulations du malinois.
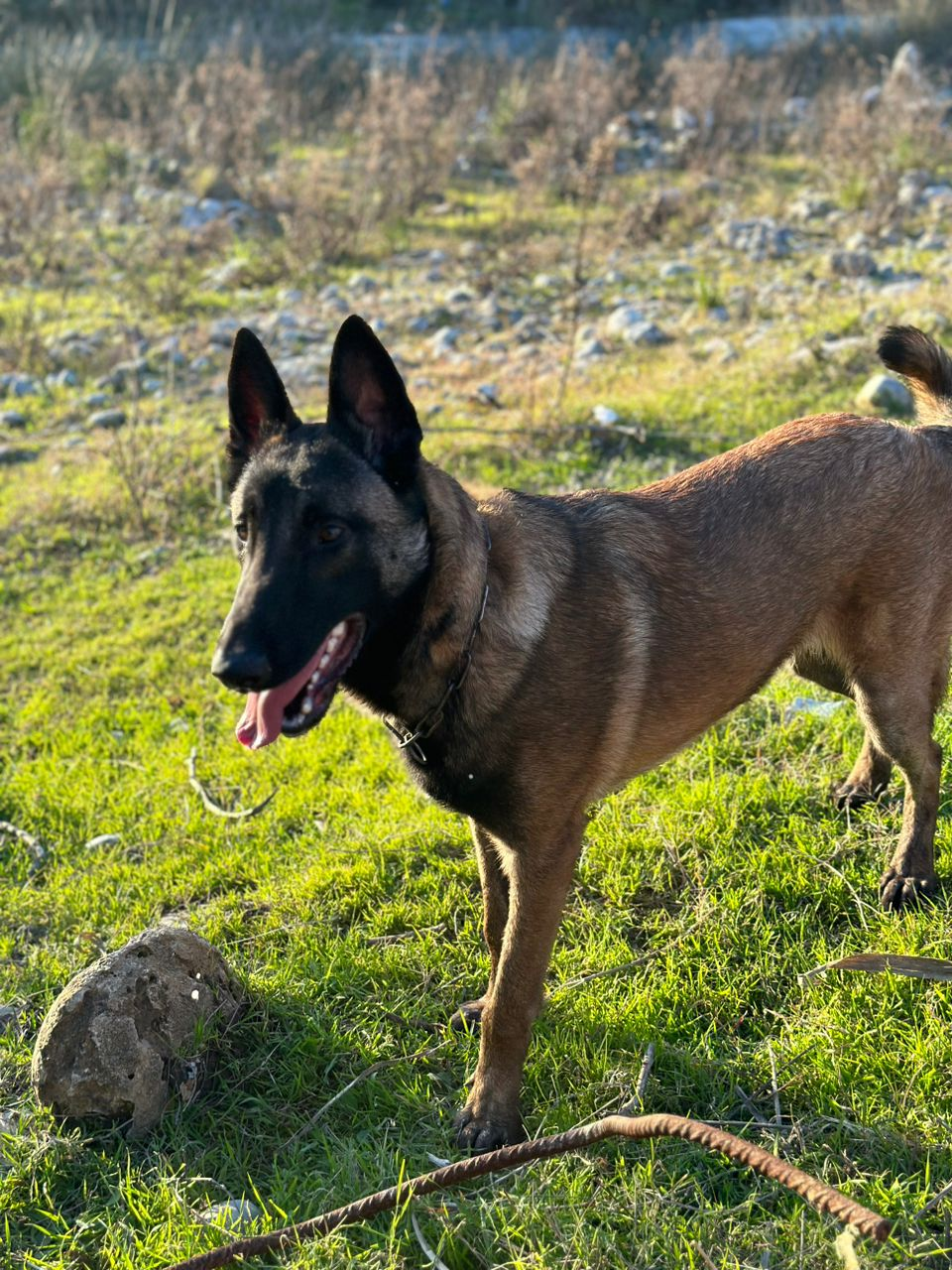
Malinois charbonné en Algérie.